# Lira lucchese
La lira lucchese era l'unità monetaria in uso corrente a Lucca dal 1826 all'annessione da parte della Toscana; la monetazione era leggermente cambiata, ma riprendeva di fatto quella in uso presso l'antico regime repubblicano.
Pesava 4,72 g con un titolo di 666/1000 ed aveva un diametro di 22,5 mm.
Quando gli austriaci occuparono lo Stato lucchese nel 1814, il comandante generale Anton von Starhemberg improvvidamente proclamò l'abrogazione del franco francese e della correlata lira italiana, salvo essere di lì a poco smentito da Vienna, dove ci si era resi conto che le esauste finanze imperiali non sarebbero state in grado di sostenere la conversione monetaria a medio termine neppure nel Lombardo-Veneto: fu così che il nuovo governatore Joseph Werklein ristabilì lo status quo, rimandando la questione all'insediamento della duchessa Maria Luisa di Borbone-Spagna, che tuttavia non avvenne fino al 1817. Anche la duchessa si dimostrò però insensibile alla questione e, mentre ministri e consiglieri emanavano decreti che introducevano in corso varie valute estere come quelle del confinante Granducato di Toscana, gli abitanti finirono per accettare varie valute, affidandosi al loro valore argenteo intrinseco come tavola di comparazione dei cambi. Fu solo con la salita al trono di Carlo Lodovico di Borbone che il ducato fu dotato di una propria valuta nazionale unica, la Lira lucchese, suddivisa, come da tradizione, in 20 soldi, ciascuno dei quali a sua volta composto da tre quattrini.
Quando il ducato fu annesso alla Toscana nel 1847, i pezzi di maggior valore, dotati di forza intrinseca grazie alla loro composizione argentea, continuarono a circolare per alcuni anni con la tolleranza delle autorità fiorentine, per andare poi definitivamente a sparire nella seconda metà degli anni Cinquanta.